# Мегабайт
Мегабайт (megabyte) — одиниця вимірювання обсягу даних. Рівна 1 048 576 (220) байт або 1024 кілобайт.
Назва «мегабайт» є загальноприйнятою, але формально неправильною, оскільки префікс мега- означає множення на 1 000 000, а не 1 048 576. Правильним є вживання двійкового префіксу мебі-. Цією неоднозначністю користуються виробники твердих дисків, які при маркуванні своїх пристроїв вдають що мегабайт містить 1 000 000 байт, а гігабайт — 1 000 000 000 байт.
Найоригінальніше трактування терміна мегабайт використовують виробники комп'ютерних дискет, які вважають 1 мегабайт за 1 024 000 байти. Таким чином, дискета, на якій вказана ємність 1,44 Мбайт, насправді вміщує лише 1440 Кбайт, тобто 1,41 Мбайт у звичайному розумінні.
У зв'язку з цим мегабайт буває коротким, середнім та довгим:
- короткий — 1 000 000 байт
- середній — 1 024 000 байт
- довгий — 1 048 576 байт